# 라이프니츠의 원주율 공식
라이프니츠의 원주율 공식은 고트프리트 빌헬름 라이프니츠의 이름을 딴 수학공식으로 다음과 같이 표현되는 교대급수이다.
{\displaystyle 1\,-\,{\frac {1}{3}}\,+\,{\frac {1}{5}}\,-\,{\frac {1}{7}}\,+\,{\frac {1}{9}}\,-\,\cdots \,=\,{\displaystyle \sum _{k=0}^{\infty }{\frac {(-1)^{k}}{2k+1}}}={\frac {\pi }{4}}}
이 공식은 보다 일반적인 형태인 아래 그레고리 급수(Gregory's series)에서 유도할 수 있다.
{\displaystyle \arctan x=+{{x^{1}} \over {1}}-{\frac {x^{3}}{3}}+{\frac {x^{5}}{5}}-{\frac {x^{7}}{7}}+\cdots }
이 식에 x = 1를 대입하면 라이프니츠의 원주율 공식을 얻을 수 있다.

## 같이 보기
- 수학급수목록(list of mathematical series)
- 유클리드의 정리
- 원주율의 무리성 증명